# Platycheirus sabulicola
Platycheirus sabulicola är en tvåvingeart som beskrevs av John Richard Vockeroth 1990. Platycheirus sabulicola ingår i släktet fotblomflugor, och familjen blomflugor.
Artens utbredningsområde är Yukon. Inga underarter finns listade i Catalogue of Life.